# Erites thetis
Erites thetis är en fjärilsart som beskrevs av Robert Walter Campbell Shelford. Erites thetis ingår i släktet Erites och familjen praktfjärilar. Inga underarter finns listade i Catalogue of Life.